# Congo (Lied)
Congo ist ein Lied der britischen Rockband Genesis, das im August 1997 als Single ihres letzten Studioalbums … Calling All Stations … veröffentlicht wurde. Die Single markierte das Debüt von Ray Wilson als Leadsänger der Band und ist somit auch die erste Singleveröffentlichung der Gruppe nach dem Ausstieg ihres langjährigen Sängers und Schlagzeugers Phil Collins.

## Entstehung und Veröffentlichung
Congo entstand in Zusammenarbeit der nach Collins’ Ausstieg in der Band verbliebenen Musiker Tony Banks und Mike Rutherford und wurde bereits geschrieben, bevor mit Ray Wilson ein neuer Sänger der Gruppe beitrat. Als Ko-Produzent assistierte Nick Davis den Musikern, während der israelische Sessionmusiker Nir Zidkyahu am Schlagzeug aushalf.
Die Erstveröffentlichung von Congo erfolgte als Single am 4. August 1997 bei Virgin Records. Diese erschien als CD-2-Track-Single mit der B-Seite Papa He Said (Katalognummer: 8 94523 2) sowie als CD-Maxi-Single, die um die weitere B-Seite Banjo Man erweitert wurde (Katalognummer: 8 94520 2). Beide B-Seiten erschienen nie auf einem Genesis-Album. Am 28. August 1997 erschien das Lied als Teil von … Calling All Stations …, dem 15. Studioalbum von Genesis (Katalognummer: 7243 8 44607 2 3). Im September erschien zudem ein CD-Single-Digipak, die anstelle der genannten B-Seiten eine abgewandelte Fassung des bereits auf Genesis (Oktober 1983) veröffentlichten Stückes Second Home by the Sea sowie das offizielle Musikvideo zu Congo (Katalognummer: 7243 8 94584 0 4).

## Inhalt
Das Lied handelt von zwei Menschen, die in ihrer Beziehung nicht mehr miteinander auskommen, sodass sie sich gegenseitig loswerden und so weit wie möglich voneinander entfernt sein wollen. Die Refrainzeile „send me to the Congo“ ist eine Metapher dafür und kann in deutscher Sprache sinngemäß mit „jag mich in die Wüste!“, „schieß mich auf den Mond!“ oder „schick mich dorthin, wo der Pfeffer wächst!“ übersetzt werden. Musikalisch beginnt das Lied mit einem Intro aus afrikanischen Buschtrommeln und Stammesgesängen, wie es bereits in ähnlicher Weise 1980 vom ehemaligen Genesis-Sänger Peter Gabriel bei dessen Lied Biko verwendet wurde. Anschließend geht das Lied in eine dunklere Melodie über, die von Synthesizer, Gitarre und wuchtigem Schlagzeug getragen wird. Die Albumversion enthält ein Synthesizer-Solo und zusätzliche Strophen, während die Singleversion früher ausgeblendet wird.

## Liveaufführungen
Congo war fester Bestandteil der Setlist auf Genesis’ Calling All Stations Tour im Jahr 1998. Sie enthielt zusätzlich ein ausgedehnteres Intro mit einem Schlagzeug-Solo von Nir Zidkyahu, sowie einen von Ray Wilson für das Publikum konzipierten Call-and-response-Teil zum Mitsingen, wie ihn beispielsweise auch schon Phil Collins in ähnlicher Weise bei Genesis-Konzerten (u. a. bei den Konzertaufführungen von Throwing It All Away) praktiziert hatte.
Ray Wilson spielt das Lied seit 2011 auch häufiger bei seinen Solokonzerten.

## Musikvideo
Das unter der Regie von Howard Greenhalgh auf Malta gedrehte Musikvideo zu Congo zeigt die Band, wie sie in einer überwachten Werft spielen, in der Sklaven arbeiten. Um Aufstände niederzuschlagen, werden riesige Wasserwerfer eingesetzt und auch die Genesis-Musiker werden im Verlauf des Videos immer wieder mit Wasser übergossen.

## Chartplatzierungen
Congo avancierte zum Charhit im Vereinigten Königreich (Rang 29), Deutschland (Rang 31), der Schweiz (Rang 32) oder auch Österreich (Rang 35). Im Vereinigten Königreich war es die erste Vorab-Single eines Genesis-Albums seit Your Own Special Way im Jahr 1977 (Album: Wind & Wuthering), die nicht die britischen Top 20 erreichen konnte. Sie blieb der einzige Top-40-Hit der Band mit Ray Wilson als Sänger sowie der letzte Top-40-Hit in ihrer Bandgeschichte. In den Vereinigten Staaten verfehlte Congo den Einstieg in die Billboard Hot 100, platzierte sich jedoch am 30. August 1997 auf Rang 25 der Billboard Mainstream Rock Songs.
| ChartsChartplatzierungen     | Höchstplatzierung | Wochen |
| ---------------------------- | ----------------- | ------ |
| Deutschland (GfK)            | 31 (10 Wo.)       | 10     |
| Österreich (Ö3)              | 35 (3 Wo.)        | 3      |
| Schweiz (IFPI)               | 32 (8 Wo.)        | 8      |
| Vereinigtes Königreich (OCC) | 29 (2 Wo.)        | 2      |